# تايرا تاداهيكو
تايرا تاداهيكو (باليابانية: 平忠彦؛ بالكانا: たいら ただひこ) هو متسابق دراجات نارية ياباني. نافس في سباقات بطولة العالم لفئة 500 سي سي ولفئة 250 سي سي ولفئة 50 سي سي.

## روابط خارجية
- تايرا تاداهيكو على موقع MotoGP.com (الإنجليزية)